# Wenn die Sonne nicht wiederkäme
Wenn die Sonne nicht wiederkäme (Originaltitel: Si le soleil ne revenait pas) ist ein schweizerisch-französischer Spielfilm von Claude Goretta aus dem Jahr 1987 mit Charles Vanel. Er basiert auf dem gleichnamigen Roman des Schweizer Schriftstellers Charles Ferdinand Ramuz.

## Handlung
Der alte Anzevui, Kräuterkundiger und Weiser, lebt in einem kleinen entlegenen Bergdorf hoch über der Rhone am Ende eines Tales, in dem während sechs Wintermonaten kein Sonnenstrahl scheint.
Eines Tages sagt er aus alten Büchern das Ende der Welt voraus. Nach seinen Berechnungen wird die Sonne ab dem 13. April 1937 nicht mehr wiederkommen, das Dorf wird im ewigen Winter versinken, und ein Krieg wird ausbrechen.
Dieses Jahr scheint alles dem angesehenen Kräuterweisen recht zu geben, denn Tag und Nacht hängt eine undurchdringliche Nebelwand über dem Felskessel, und das Tageslicht scheint verschwunden. Die Einwohner des Dorfes geraten unter den düsteren Weissagungen in Lebens- und Todesangst, denn die Worte und Ratschläge des alten, angesehenen Kräutersammlers galten immer viel. Eine Weltuntergangsstimmung macht sich unter der Bevölkerung breit, und jeder reagiert auf seine Weise. Einige Bewohner stapeln Holz bis in ihr Schlafzimmer. Ein altes Liebespaar erwartet in Demut den Tod. Arlettaz verkauft sein ganzes Hab und Gut und ertränkt seinen Kummer im Alkohol. Der Opportunist Follonier profitiert davon, indem er die letzten Felder zum halben Preis erwirbt. Die Angst ergreift allmählich von allen Besitz.
Nur Isabelle, deren Mann kein Kind in diese Welt setzen will, und Jean, Isabelles heimlicher junger Verehrer, lehnen sich gegen diese Panikmache auf. Es gelingt ihnen, die noch Unentschlossenen zu überzeugen, sich von der Angst nicht mitreißen zu lassen und gegen die Hoffnungslosigkeit und Verzweiflung zu kämpfen.
Am 13. April führt Isabelle sie schließlich hinauf, durch die Nebeldecke hindurch, die das Tal bedeckt, und im Morgengrauen erscheint schließlich die Sonne. Jean bläst ins Hirtenhorn, um die Wiederkehr des Lichts und der Wärme bekannt zu geben.

## Kritiken
„Mystifizierte Version eines bodenschweren Heimatfilms aus den 50er Jahren, die mit wunderschönen Bildern aus der Schweizer Bergwelt aufwartet. Der Verzweiflung der Dorfbewohner setzt der Regisseur den unbeirrbaren Glauben an den Fortbestand des Lebens entgegen.“

„Düster mit grandiosen Gebirgspanoramen“

„Der Schweizer Regisseur Claude Goretta verfilmte 1965 bereits einen anderen Ramuz-Stoff (‚Jean-Luc persécuté‘) und versuchte 1987 auch dieses wuchtige Romanwerk in Bilder umzusetzen. Das ist ihm zwar mit Abstrichen aber doch noch recht eindrucksvoll gelungen – ein düsteres Heimatdrama vor viel Gebirgspanorama.“